# Ploima
Ordre
Synonymes
- Ploimida[2]

Les Ploima sont un ordre de rotifères de la classe des Monogononta.

## Liste des familles
Selon World Register of Marine Species (2 novembre 2019) :
- Asplanchnidae Eckstein, 1883
- Brachionidae Ehrenberg, 1838
- Dicranophoridae Harring, 1913
- Epiphanidae Harring, 1913
- Euchlanidae Ehrenberg, 1838
- Gastropodidae Harring, 1913
- Lecanidae Remane, 1933
- Lepadellidae Harring, 1913
- Lindiidae Harring & Myers, 1924
- Mytilinidae Harring, 1913
- Notommatidae Hudson & Gosse, 1886
- Proalidae Harring & Myers, 1924
- Synchaetidae Hudson & Gosse, 1886
- Trichocercidae Harring, 1913
- Trichotriidae Harring, 1913

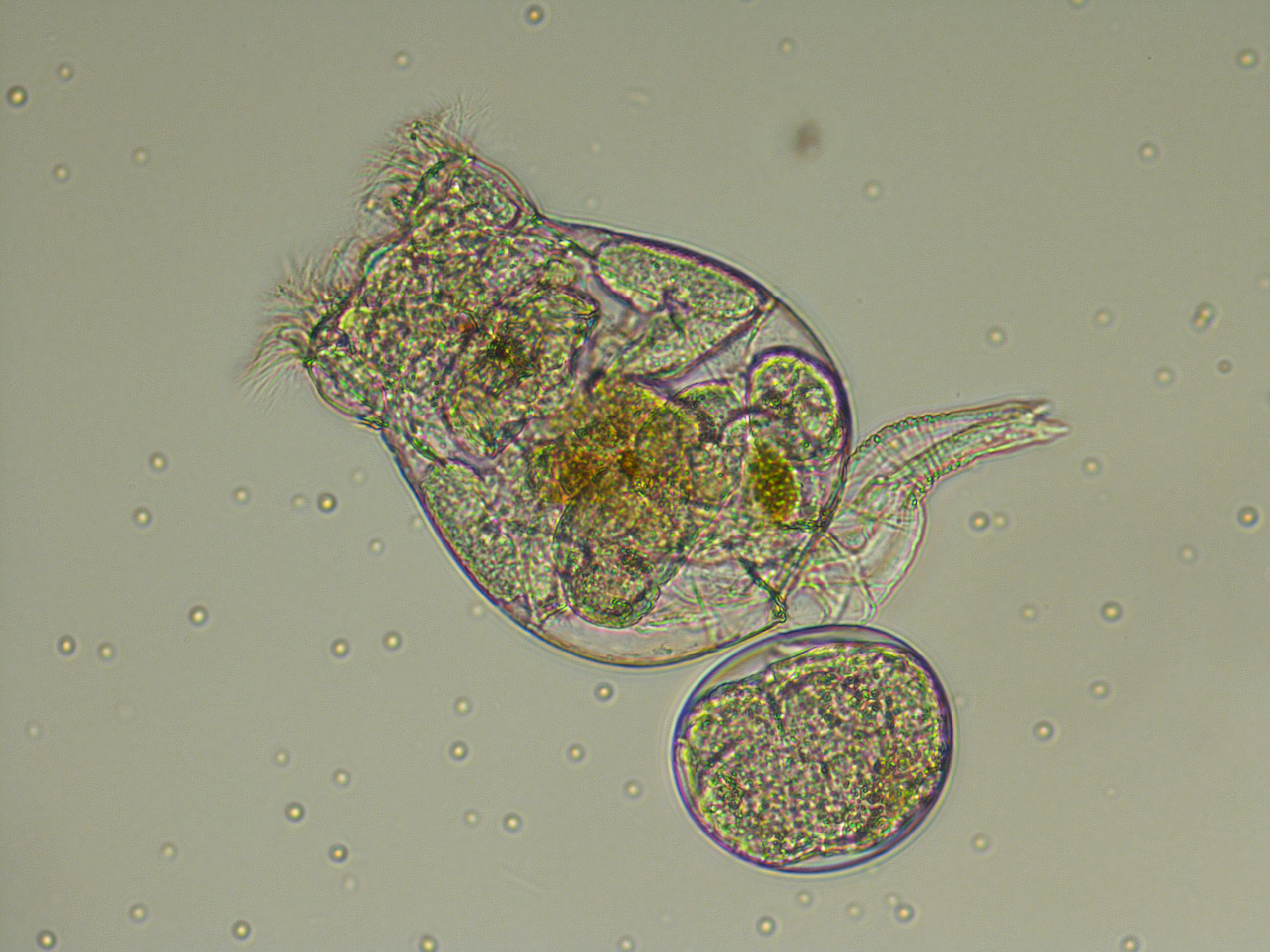
Brachionus plicatilis, un Brachionidae.
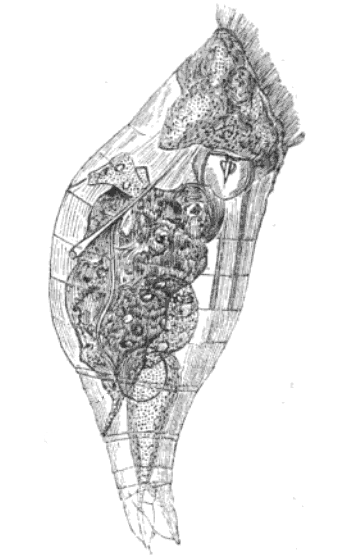
Proales daphnicola, un Proalidae.
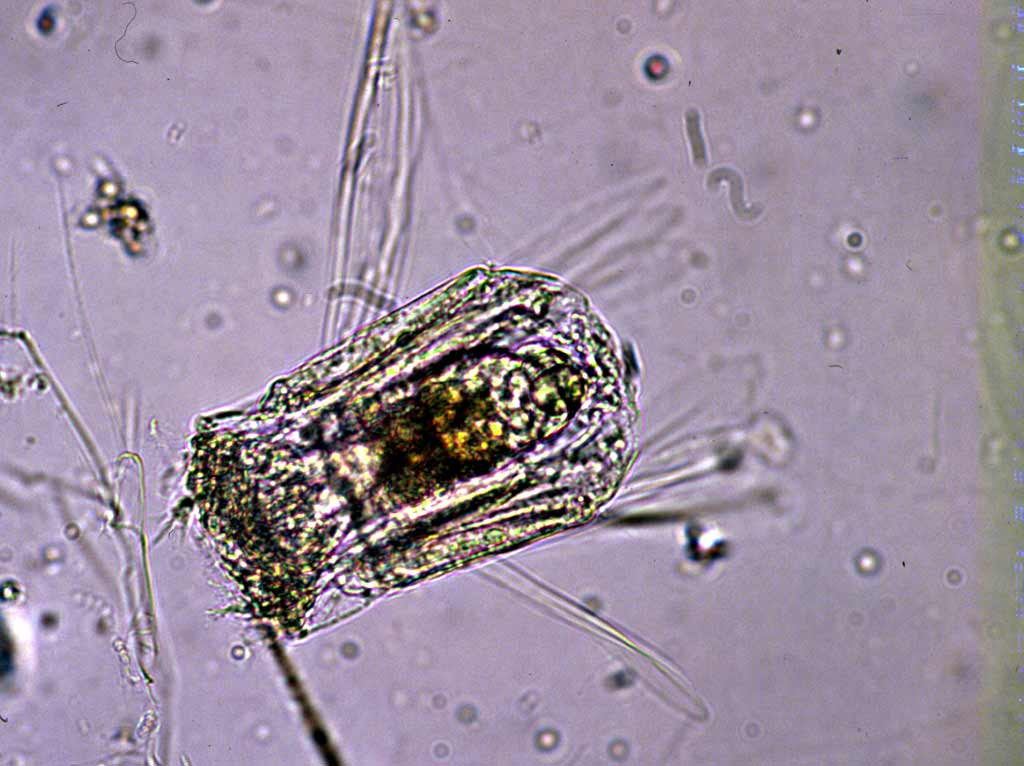
Polyarthra sp., un Synchaetidae.